# 阿亞庫喬港

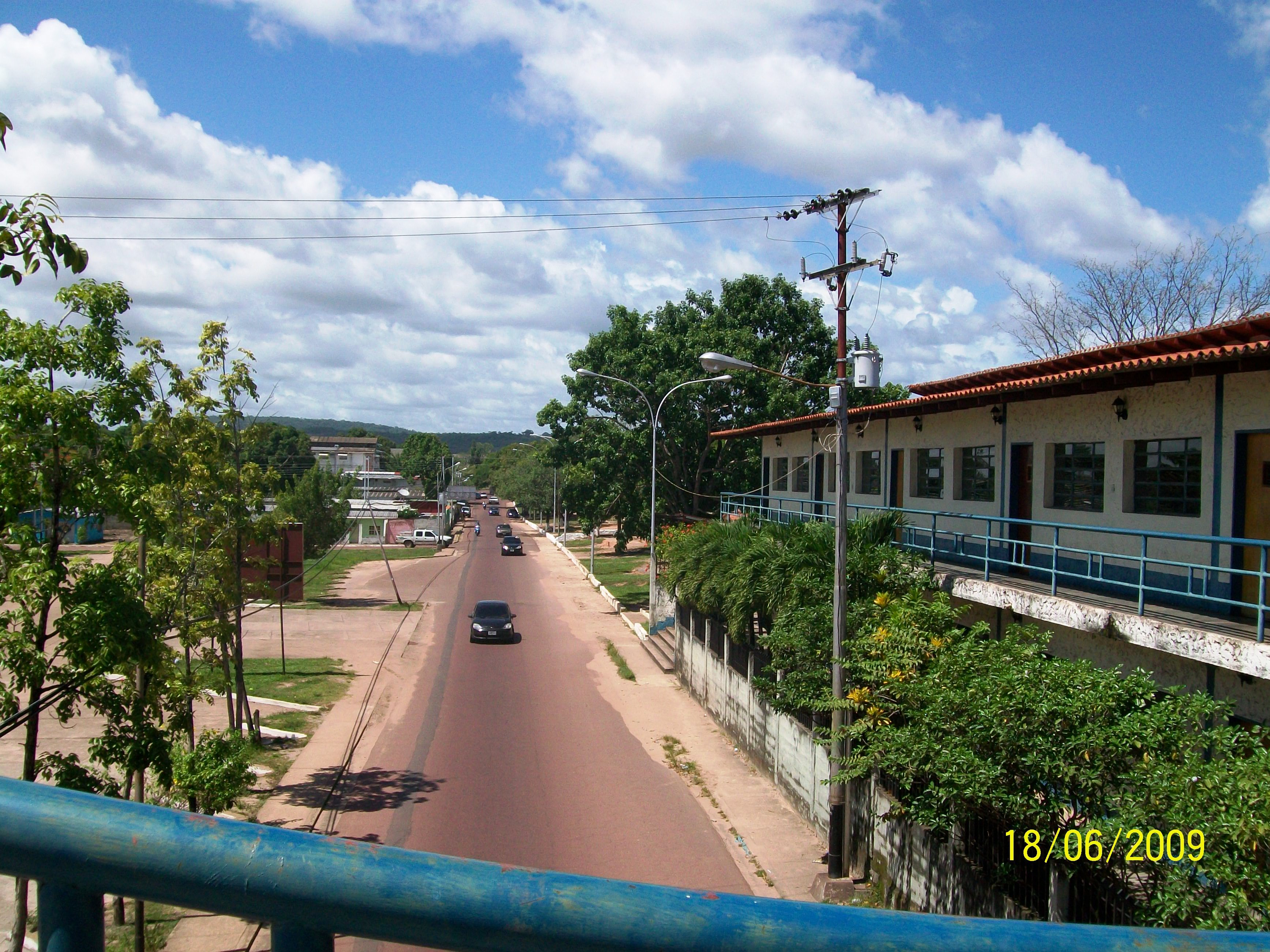
阿亚库乔港

阿亞庫喬港是委內瑞拉的城鎮，也是亞馬遜州的首府，位於該國中部奧里諾科河畔，始建於1924年，面積727平方公里，海拔高度74米，2008年人口約41,000。